# Leonidas J. Guibas

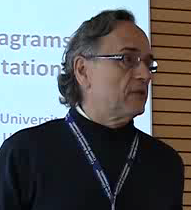
Leonidas J. Guibas (2010)

Leonidas J. Guibas (* 1949) ist ein US-amerikanischer Informatiker.
Leonidas Guibas wurde 1976 bei Donald E. Knuth an der Stanford University promoviert. Danach war er bei Xerox PARC, am Massachusetts Institute of Technology und am DEC Systems Research Center. 1984 wurde er Professor an der Stanford University.
Er befasst sich besonders mit algorithmischer Geometrie (Computational Geometry) und Computergraphik mit Anwendungen zum Beispiel auf Sensornetzwerke und Kommunikationsnetzwerken, Robotik, VLSI-Design, algorithmischer Molekularbiologie. Von ihm und E. Veach stammen das Raytracing-Verfahren Bidirektionales Path Tracing und dessen Erweiterung Metropolis Light Transport (MLT).
2007 erhielt er den ACM-AAAI Allen Newell Award für Pionierarbeiten in algorithmischer Geometrie mit Anwendungen auf eine erstaunlich breite Palette von Informatik-Disziplinen (Laudatio). Er ist Fellow der Association for Computing Machinery und IEEE Fellow. Fellow der ACM wurde er für seine Arbeit zu geometrischen Datenstrukturen, Anordnungen von Flächen und ihre Anwendungen, geometrische Algorithmen in der Computergraphik und algorithmische Aspekte des Computersehens (Laudatio 1999).
2018 wurde Guibas in die American Academy of Arts and Sciences gewählt, 2022 in die National Academy of Sciences.

## Schriften (Auswahl)
- mit Robert Sedgewick: A dichromatic framework for balanced trees, 19th Annual Symposium on Foundations of Computer Science, 1978, S. 8–21 (Rot-Schwarz-Baum)
- mit J. Stolfi: Primitives for the manipulation of general subdivisions and the computation of Voronoi, ACM transactions on graphics (TOG), Band 4, 1985, S. 74–123
- mit J. Hershberger, D. Leven, M. Sharir, R. E. Tarjan: Linear-time algorithms for visibility and shortest path problems inside triangulated simple polygons, Algorithmica, Band 2, 1987, S. 209–233
- mit D. E. Knuth, M. Sharir: Randomized incremental construction of Delaunay and Voronoi diagrams, Algorithmica, Band 7, 1992, S. 381–413
- mit E. Veach: Metropolis light transport, Proceedings of the 24th annual conference on Computer graphics and interactive techniques, 1997
- mit Y. Rubner, C. Tomasi: A metric for distributions with applications to image databases, Sixth International Conference on Computer Vision, 1998, S. 59–66
- mit Y. Rubner, C. Tomasi: The earth mover's distance as a metric for image retrieval, International journal of computer vision, Band 40, 2000, S. 99–121
- mit F. Zaho, J. Liu, J. Reich: Collaborative signal and information processing: an information-directed approach, Proceedings of the IEEE, Band 91, 2003, S. 1199–1209
- mit Feng Zhao:  Wireless sensor networks : an information processing approach, Morgan Kaufmann 2004
- mit N. Gelfand, N. J. Mitra, H. Pottmann: Robust global registration, Symposium on geometry processing, Band 2, 2005, S. 5
- mit Q. Fang, J. Gao: Locating and bypassing holes in sensor networks, Mobile networks and Applications, Band 11, 2006, S. 187–200
- mit J. Sun, M. Ovsjanikov: A concise and provably informative multi scale signature based on heat diffusion, Computer graphics forum, Band 28, 2009, S. 1383–1392